# Stephanskirche (Krakau-Altstadt)
Die Stephanskirche (poln. Kościół św. Szczepana) in Krakau war eine katholische Kirche auf dem Plac Szczepański im westlichen Teil der Krakauer Altstadt. 

## Geschichte
Sie wurde vor 1257 im Stil der Backsteingotik errichtet. Sie war eine der vier großen Pfarrkirchen Krakaus. 1579 übergab Bischof Piotr Myszkowski die Kirche den Jesuiten, was vom König Stephan Báthory 1583 bestätigt wurde. Die Jesuiten begangen umgehend mit der Barockisierung der Kirche. Der neue Barockaltar wurde bereits 1588 eingeweiht. 1624–1625 wurden barocke Kapellen an das Hauptschiff der Kirche gebaut. In der zweiten Hälfte des 17. Jahrhunderts erhielt die Kirche eine barocke Frontfassade und selbst das gotische Gewölbe wurde in ein barockes Tonnengewölbe umgebaut. Allerdings mussten die Jesuiten die Kirche 1732 räumen und sie wurde der Krakauer Universität übergeben. 1797 wurde die Pfarrei St. Stephan in die Karmelitenkirche verlegt und die Kirche 1802 mit den umliegenden postjesuitischen Gebäuden und kleineren Kirchen abgetragen. Der dadurch entstandene Platz wurde nach der Kirche als Plac Szczepański (Stephansplatz) benannt. In den Jahren 1933–1938 wurde im Stil der Moderne eine neue Stephanskirche im Stadtteil Krowodrza gebaut, in der sich Teile der ursprünglichen Innenausstattung der Stephanskirche befinden, unter anderem der barocke Altar von 1588, das gotische Taufbecken von 1425, die Reliquienschreine des Heiligen Stephan und der Heiligen Ursula. Auch in anderen Krakauer Kirchen befinden sich Kunstwerke, die ursprünglich für die Stephanskirche gefertigt wurden.

## Geographische Lage
Die Kirche befand sich im westlichen Teil der Krakauer Altstadt auf dem Plac Szczepański.